# 皮隆伊齐纽斯
皮隆伊齐纽斯是巴西帕拉伊巴州的一个市镇。总面积43.9平方公里，总人口5459人，人口密度124.4人/平方公里。